# FFB Stadium
FFB Field – stadion piłkarski w Belmopanie, w Belize. Może pomieścić 5000 widzów. Jest domową areną reprezentacji Belize w piłce nożnej i jest również używany przez klub grający w Premier League of Belize, Police United.